# Cascada del Chorro
Cascada del Chorro är ett vattenfall i Mexiko.   Det ligger i delstaten Durango, i den centrala delen av landet, 800 km nordväst om huvudstaden Mexico City. Cascada del Chorro ligger 2 254 meter över havet.
Terrängen runt Cascada del Chorro är huvudsakligen bergig, men åt sydväst är den kuperad. Cascada del Chorro ligger uppe på en höjd. Runt Cascada del Chorro är det mycket glesbefolkat, med 3 invånare per kvadratkilometer. Närmaste större samhälle är Tayoltita, 16,9 km norr om Cascada del Chorro. I omgivningarna runt Cascada del Chorro växer i huvudsak blandskog.